# Farges-lès-Chalon
Farges-lès-Chalon és un municipi francès, situat al departament de Saona i Loira i a la regió de Borgonya - Franc Comtat. L'any 2007 tenia 724 habitants.

## Demografia

### Població
El 2007 la població de fet de Farges-lès-Chalon era de 724 persones. Hi havia 262 famílies, de les quals 32 eren unipersonals (4 homes vivint sols i 28 dones vivint soles), 101 parelles sense fills, 121 parelles amb fills i 8 famílies monoparentals amb fills.
La població ha evolucionat segons el següent gràfic:
Habitants censats

### Habitatges
El 2007 hi havia 279 habitatges, 264 eren l'habitatge principal de la família, 7 eren segones residències i 8 estaven desocupats. 276 eren cases i 3 eren apartaments. Dels 264 habitatges principals, 244 estaven ocupats pels seus propietaris, 19 estaven llogats i ocupats pels llogaters i 1 estava cedit a títol gratuït; 1 tenia una cambra, 4 en tenien dues, 23 en tenien tres, 70 en tenien quatre i 165 en tenien cinc o més. 232 habitatges disposaven pel capbaix d'una plaça de pàrquing. A 89 habitatges hi havia un automòbil i a 165 n'hi havia dos o més.

### Piràmide de població
La piràmide de població per edats i sexe el 2009 era:
| Homes | Edats   | Dones |
| ----- | ------- | ----- |
| 0     | 95 o +  | 0     |
| 0     | 90 a 94 | 0     |
| 0     | 85 a 89 | 0     |
| 4     | 80 a 84 | 0     |
| 12    | 75 a 79 | 12    |
| 4     | 70 a 74 | 16    |
| 12    | 65 a 69 | 8     |
| 12    | 60 a 64 | 20    |
| 20    | 55 a 59 | 12    |
| 36    | 50 a 54 | 16    |
| 36    | 45 a 49 | 32    |
| 44    | 40 a 44 | 44    |
| 8     | 35 a 39 | 20    |
| 24    | 30 a 34 | 20    |
| 4     | 25 a 29 | 8     |
| 20    | 20 a 24 | 16    |
| 36    | 15 a 19 | 12    |
| 20    | 10 a 14 | 48    |
| 24    | 5 a 9   | 36    |
| 20    | 0 a 4   | 12    |

## Economia
El 2007 la població en edat de treballar era de 502 persones, 353 eren actives i 149 eren inactives. De les 353 persones actives 332 estaven ocupades (181 homes i 151 dones) i 21 estaven aturades (9 homes i 12 dones). De les 149 persones inactives 72 estaven jubilades, 39 estaven estudiant i 38 estaven classificades com a «altres inactius».

### Ingressos
El 2009 a Farges-lès-Chalon hi havia 264 unitats fiscals que integraven 744 persones, la mediana anual d'ingressos fiscals per persona era de 20.974 €.

### Activitats econòmiques
Dels 35 establiments que hi havia el 2007, 5 eren d'empreses de fabricació d'altres productes industrials, 9 d'empreses de construcció, 7 d'empreses de comerç i reparació d'automòbils, 5 d'empreses de transport, 2 d'empreses d'hostatgeria i restauració, 1 d'una empresa financera, 1 d'una empresa immobiliària i 5 d'empreses de serveis.
Dels 10 establiments de servei als particulars que hi havia el 2009, 1 era un taller de reparació d'automòbils i de material agrícola, 2 paletes, 2 fusteries, 3 lampisteries, 1 electricista i 1 restaurant.
L'any 2000 a Farges-lès-Chalon hi havia 5 explotacions agrícoles.

## Equipaments sanitaris i escolars
El 2009 hi havia una escola elemental.

## Poblacions més properes
El següent diagrama mostra les poblacions més properes.